# J'suis Snob
J'suis Snob je píseň z roku 1954 jejíž text napsal Boris Vian a hudbu složil Jimmy Walter. Byla nazpívána autorem textu.

## Coververze
Píseň byla v průbehu let nazpívána několika dalšími zpěváky:
- Monique Tarbès - 1964 - ženská verze
- Les Charlots - 1969
- Serge Gainsbourg - 1977
- Clémence Lhomme - 1989
- Blues Trottoir - 1989 - album Histoires Courtes
- Zizi Jeanmaire - 2000
- Jacno - 2002 - album French Paradoxe
- Éric Charden - 2003 - album J'suis Snob
- Les Colocs - 2003 - album Les Colocs Live 1993–1998
- Hélène Delavault - 2003 - album Femme...femmes !
- Anabela Duarte - 2005 - album Machine Lyrique
- Marcel Mouloudji
- Lambert Wilson
- Arielle Dombasle - 2009
- Les Aristo' - 2015 - album Ça Va de Soi
- Jacques Dutronc
  - Diane Denoir - 1966 - španělská verze (Soy Snob)

Roku 2010 nazpívala tuto píseň s názvem Jsem snob na svém albu Mlýnské kolo v srdci mém s českým textem Jiřího Dědečka česká šansoniérka Hana Hegerová.